# Pseudohadena megaptera
Pseudohadena megaptera là một loài bướm đêm trong họ Noctuidae.